# J. Warren Keifer

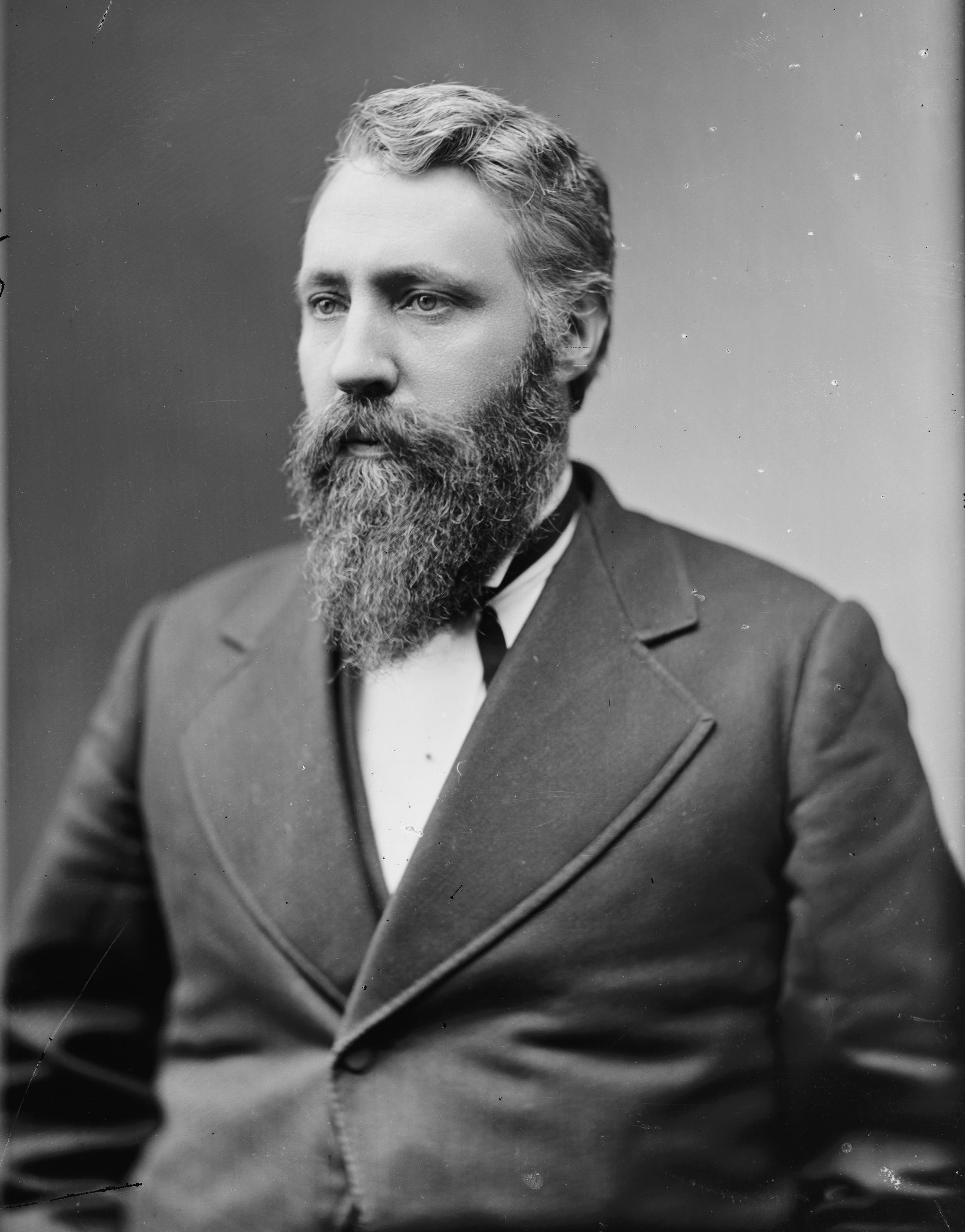
J. Warren Keifer (um 1880)

Joseph Warren Keifer (* 30. Januar 1836 in Springfield, Ohio; † 22. April 1932 ebenda) war ein US-amerikanischer Generalmajor, Politiker der Republikanischen Partei, Mitglied des US-Repräsentantenhauses für Ohio und Sprecher des Repräsentantenhauses.

## Biografie

### Aufstieg zum Generalmajor der US Army
Nach dem Besuch allgemeiner Schulen (Common Schools) sowie des Antioch College in Yellow Springs studierte er die Rechtswissenschaften und nahm nach der Zulassung am 12. Januar 1858 eine Tätigkeit als Rechtsanwalt in Springfield auf.
Am 19. April 1861 trat er eine Woche nach Beginn des Sezessionskrieges der US Army bei und wurde am 27. April 1861 zum Major im 3. Freiwilligen-Infanterieregiment Ohios (Third Ohio Volunteer Infantry) berufen. Nach seiner Beförderung zum Oberstleutnant am 12. Februar 1862 wurde er am 30. September 1862 als Oberst Kommandeur des 110. Freiwilligen Infanterieregiments Ohios (Hundred and Tenth Ohio Volunteer Infantry). Am 19. Oktober 1864 wurde ihm zunächst der Brevet-Rang eines Brigadegenerals der Freiwilligenarmee verliehen. Am Tag der Kapitulation der Nord-Virginia-Armee in Appomattox Court House am 9. April 1865 wurde er noch zum Generalmajor befördert und als solcher am 27. Juni 1865 ausgemustert.
Im Anschluss nahm er im Juli 1865 seine Tätigkeit als Rechtsanwalt wieder auf. Zugleich begann er einige Jahre später eine politische Laufbahn und wurde als Vertreter der Republikaner 1868 und 1869 in den Senat von Ohio gewählt. Gleichzeitig engagierte er sich Veteranenvereinigung des Bürgerkriegs (Grand Army of the Republic) und war 1871 und 1872 deren Kommandeur der Abteilung Ohio. Neben einer Tätigkeit als Kurator (Trustee) des Antioch College war er 1876 zudem Delegierter bei der Republican National Convention zur Aufstellung des Präsidentschaftskandidaten der Republikaner.

### Abgeordneter und Sprecher des Repräsentantenhauses
Kurz darauf wurde Keifer erstmals in das US-Repräsentantenhaus gewählt und vertrat dort nach drei Wiederwahlen vom 4. März 1877 bis zum 3. März 1885 zunächst den 8., dann 1879 bis 1881 den 4. und schließlich wieder den 8. Kongresswahlbezirk Ohios. Während dieser Zeit war er vom 5. Dezember 1881 bis zum 3. März 1883 Sprecher (Speaker) und war zugleich auch Vorsitzender des Geschäftsordnungsausschusses (House Committee on Rules). 1884 unterlag er bei den parteiinternen Nominierungen für eine erneute Kandidatur zum Repräsentantenhaus.
Nach seinem Ausscheiden aus dem US-Kongress war er wieder als Rechtsanwalt tätig und war zugleich auch Präsident der Lagonda National Bank of Springfield, eine Position, die er mehr als fünfzig Jahre seines Lebens bekleidete. Während des Spanisch-Amerikanischen Krieges nahm er zwischen dem 9. Juni 1898 bis zum 12. Mai 1899 den Militärdienst als Generalmajor der Freiwilligenarmee wieder auf. Nach Ende des Krieges war er von 1900 bis 1901 erster Oberkommandierender der Veteranen des Spanischen Krieges (Spanish War Veterans).
1905 wurde Keifer nochmals zum Mitglied des US-Repräsentantenhauses gewählt und vertrat nach zwei Wiederwahlen vom 4. März 1905 bis zum 3. März 1911 die Interessen des 7. Kongresswahlbezirks von Ohio. 1910 erlitt er bei den Wahlen zum 62. US-Kongress eine Niederlage gegen seinen demokratischen Herausforderer James D. Post.
Im Anschluss war er wieder als Rechtsanwalt und Bankpräsident tätig. Nach seinem Tode wurde er auf dem Ferncliff Cemetery von Springfield beigesetzt.